# أدريان جيرو
أدريان جيرو (بالفرنسية: Adrien Giraud)‏ هو سياسي فرنسي، ولد في 4 أكتوبر 1936، وتوفي في 24 مايو 2018 في مامودزو في فرنسا. حزبياً، نشط في الاتحاد من أجل الديمقراطية الفرنسية. وقد انتخب member of the French Economic, Social and Environmental Council ‏ وانتخب عضو المجلس العام ‏ وانتخب عضو مجلس الشيوخ الفرنسي.